# Viscosité magnétique
En électromagnétisme, le terme de viscosité magnétique désigne une grandeur qui peut s'apparenter à de la viscosité quand on étudie la trajectoire de particules chargées plongées dans un champ magnétique.

## Formule
La viscosité magnétique ηB d'un milieu de conductivité électrique σ plongé dans un champ magnétique d'intensité B s'écrit
{\displaystyle \eta _{\rm {B}}=\sigma B^{2}},
σ étant exprimé en siemens par mètre et B en teslas.

## Contexte
La viscosité magnétique intervient quand on s'intéresse aux lignes de flots d'un élément fluide en magnétohydrodynamique. On peut alors montrer que la trajectoire d'un tel élément de fluide est déterminée par l'équation
{\displaystyle \mu {\frac {{\rm {d}}{\vec {v}}}{{\rm {d}}t}}={\vec {F}}-\sigma B^{2}\left({\vec {v}}_{\perp }-{\vec {w}}\right)},
où μ représente la masse volumique de l'élément de fluide, v sa vitesse, {\displaystyle {\vec {v}}_{\perp }} sa composante perpendiculaire au champ magnétique B, F l'ensemble des forces non électromagnétiques, et w le vecteur donné par :
{\displaystyle {\vec {w}}={\frac {{\vec {E}}\wedge {\vec {B}}}{B^{2}}}},
E étant le champ électrique.
La première équation indique qu'en l'absence de forces non électromagnétiques, la vitesse de l'élément de fluide a tendance à s'aligner sur le vecteur w, parallèle au vecteur de Poynting, possédant en plus une composante arbitraire parallèle au champ magnétique B. C'est le terme de viscosité magnétique qui fait relaxer la vitesse, ou en tout cas sa composante normale à B, vers cette valeur. En présence de forces extérieures, la composante normale de la vitesse atend vers la valeur
{\displaystyle {\vec {v}}_{\perp }\to {\vec {w}}+{\frac {1}{\sigma B^{2}}}{\vec {F}}_{\perp }},
d'autant plus proche de w que la viscosité magnétique est grande.
Dans la limite de conductivité infinie, la viscosité est également infinie est la composante normale de la vitesse s'aligne sur le vecteur w.

## Utilisation
La viscosité magnétique intervient dans les situations où elle est notable en regard des autres formes de viscosité. On définit ainsi le nombre de Hartmann comme le rapport de la viscosité magnétique à la viscosité usuelle, en vue de quantifier son importance dans un problème donné.